# Corticaria jaegeri
Corticaria jaegeri es una especie de coleóptero de la familia Latridiidae.

## Distribución geográfica
Habita en Nepal.